# Abdul Ali Mazari
Abdul Ali Mazari (Distretto di Chahar Kint, 1947 – Ghazni, marzo 1995) è stato un politico afghano.
Leader politico dell'Ḥezb-i Waḥdat durante e successivamente l'invasione sovietica dell'Afghanistan, 
credeva che la soluzione alle divisioni in Afghanistan fosse in un sistema politico federalista, forma grazie alla quale a suo parere ciascun gruppo etnico avrebbe avuto specifici diritti costituzionali.
È stato ucciso dai talebani nel 1995.

## Biografia
Mazari era di etnia Hazara. Era nato nel villaggio di Charkent, a sud della città settentrionale di Mazar-i Sharif. Da qui il nasab, "Mazari".
Ha iniziato la sua istruzione primaria in teologia presso la scuola locale nel suo villaggio, poi si recò a Mazar-i Sharif, a Qom in Iran e a Najaf in Iraq.

### La vita politica
In occasione dell'occupazione dell'Afghanistan da parte dell'Armata Rossa sovietica, Abdul Ali Mazari ritornò al suo luogo di nascita e guadagnò un posto di rilievo nel movimento di resistenza anti-sovietica. Durante i primi anni della resistenza, perse il suo giovane fratello, Mohammed Sultan, nel corso di una battaglia contro le forze sovietiche. Ben presto perse anche la sorella e altri membri della sua famiglia, durante il periodo della resistenza. Suo zio, Mohammad Ja'far, e suo figlio, Mohammad Afẓal, furono imprigionati e uccisi dai militari del governo filo-sovietico dalla Repubblica democratica dell'Afghanistan. Inoltre perse il padre, Haji Khudadad, e il fratello, Haji Mohammad Nabi, anch'essi impegnati nel movimento di ribellione e di resistenza.

### Ḥezb-i Waḥdat
Abdul Ali Mazari è stato uno dei membri fondatori e primo leader dell'Ḥezb-i Waḥdat ("Partito dell'Unità"). Nel primo congresso del partito, svoltosi a Bamiyan, fu eletto a capo del Comitato Centrale e nel secondo Congresso, divenne Segretario generale.
L'iniziativa di Mazari ha portato alla creazione del Jonbesh-e Shamal o (Movimento del Nord), nel quale entrarono significative componenti delle forze militari del paese. Di lì a poco esso organizzò un colpo di Stato che contribuì alla caduta del regime comunista di Kabul.

### Guerra civile
Ben presto, però, scoppiò un conflitto tra l'Ḥezb-i Waḥdat di Mazari (Hazara) e il wahhabita Ittihad-i Islami (Unione Islamica) (pashtun) del "Signore della guerra" Abdul Rasul Sayyaf, sostenuto dall'Arabia Saudita. [Dopo la caduta di Kabul, i partiti politici afgani concordarono una pace e un accordo sulla condivisione del potere, noti come Accordi di Peshawar.
Le conseguenze degli Accordi di Peshawar portarono alla creazione dello Stato Islamico dell'Afghanistan e a un governo ad interim, che doveva essere seguito in teoria da elezioni generali. Secondo Human Rights Watch:
(Human Rights Watch)
L'Ḥezb-i Waḥdat prese inizialmente parte al governo dello Stato islamico e ottenne alcuni posti nel governo. Ben presto tutto fu però vanificato dal conflitto scoppiato tra gli Hazara dell'Ḥezb-i Waḥdat di Mazari e i pashtun dell'Ittihad-i Islami di Abdul Rasul Sayyaf. Il ministro della Difesa dello Stato Islamico, Aḥmad Shāh Masʿūd, cercò di mediare, con un certo successo, tra le fazioni in lotta ma il cessate il fuoco rimase comunque precario. A giugno 1992, l'Ḥezb-i Waḥdat e l'Ittihad-i Islami erano già impegnati in violenti scontri di strada, l'uno contro l'altro, con il sostegno dell'Arabia Saudita e del Pakistan. Le forze di Sayyaf attaccarono ripetutamente la periferia sud-occidentale di Kabul, con conseguenti pesanti perdite tra i civili.

### Epoca dei talebani e morte
Il 12 marzo 1995 i Talebani lo arrestarono insieme a cinque suoi compagni di Chaharasyab, vicino a Kabul. Il giorno seguente Mazari fu trucidato e il suo corpo fu ritrovato in un quartiere di Ghazni. I talebani rilasciarono una dichiarazione secondo cui Mazari aveva attaccato le guardie talebane. Più tardi il suo cadavere e quelli dei suoi compagni vennero consegnati all'Ḥezb-i Waḥdat, mutilati e con segni evidenti di torture.
Un numero assai alto di cittadini partecipò al suo funerale a Mazar-i Sharif. Mazari fu ufficialmente onorato "martire" dell'unità nazionale dell'Afghanistan dal presidente Ghani.